# Xian de Pingshan (Sichuan)
Pour les articles homonymes, voir Pingshan.
Le xian de Pingshan (屏山县 ; pinyin : Píngshān Xiàn) est un district administratif de la province du Sichuan en Chine. Il est placé sous la juridiction de la ville-préfecture de Yibin.

## Démographie
La population du district était de 256 469 habitants en 1999.